# Sint-Gertrudiskerk (Landen)

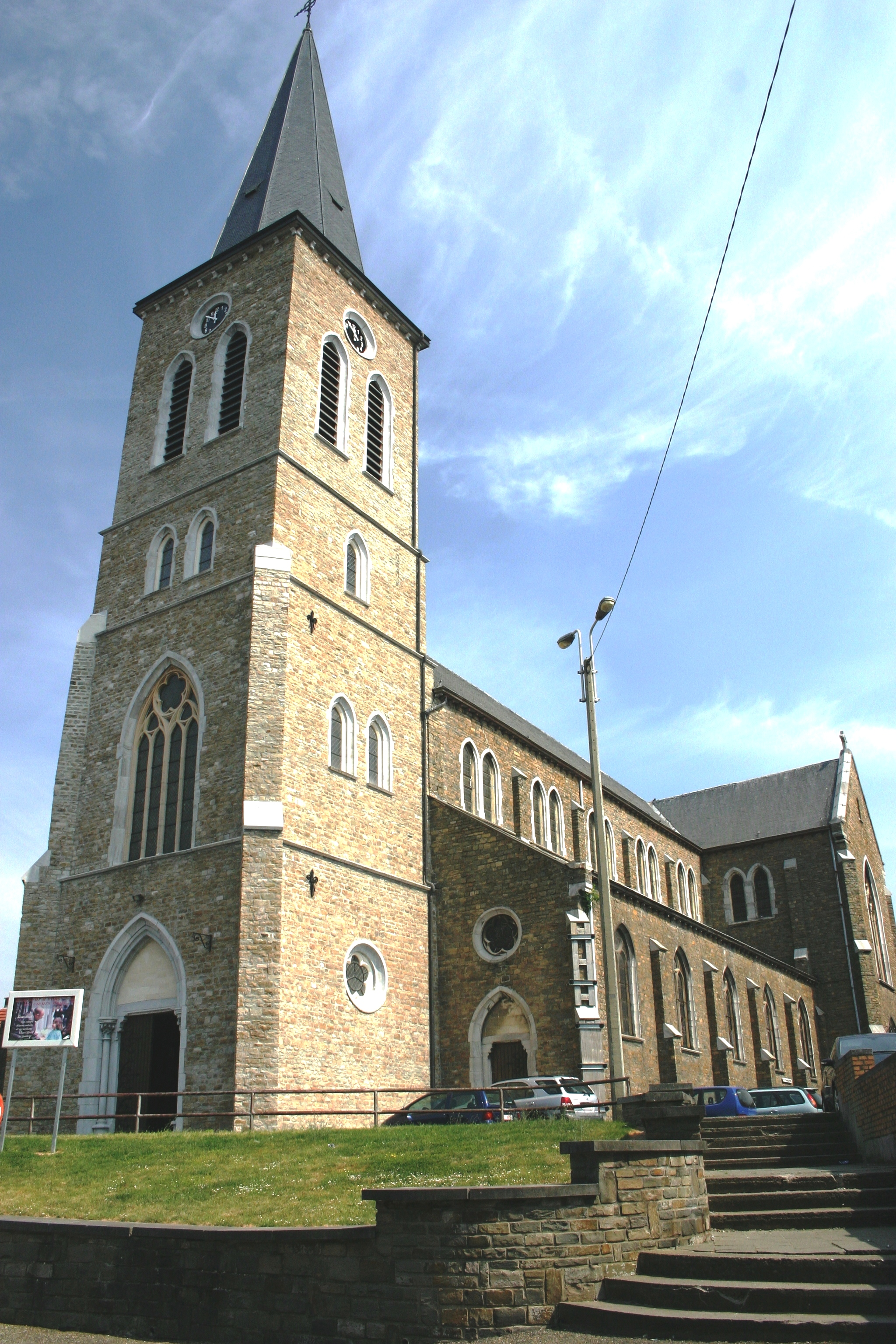
Sint-Gertrudiskerk

De Sint-Gertrudiskerk is een parochiekerk in de Vlaams-Brabantse plaats Landen, gelegen aan de Kerkstraat 22.

## Geschiedenis
De Sint-Gertrudiskerk stond oorspronkelijk in de nabijheid van Landen, in Sinte-Gitter. Daar zijn de fundamenten van deze kerk nog bewaard. In 1759 werd hij echter gesloopt wegens bouwvalligheid. In hetzelfde jaar werd meer naar het noorden een nieuwe kerk ingewijd die echter in 1888-1890 werd vervangen door een neoromaans bouwwerk, naar ontwerp van Auguste Van Assche.

## Gebouw
Het betreft een driebeukig kerkgebouw met vlak afgesloten koor en voorgebouwde westtoren, dit alles opgetrokken in natuursteen. In het portaal vindt men beelden van Sint-Gertrudis en Pepijn van Landen met zijn vrouw Itta.

## Interieur
Een 15e-eeuws gotisch doopvont met vier maskers dient als wijwatervat. Er zijn twee 18e-eeuwse biechtstoelen en een laatgotisch Sint-Gertrudisbeeld van omstreeks 1500.